# Călățele
Călățele (in ungherese Kiskalota, in tedesco Kelezel) è un comune della Romania di 2 592 abitanti, ubicato nel distretto di Cluj, nella regione storica della Transilvania.
Il comune è formato dall'unione di 6 villaggi: Călata, Călățele, Călățele-Pădure, Dealu Negru, Finciu, Văleni.